# Strzelewo (Sicienko)
Strzelewo (deutsch Strelau, Strehlau) ist ein Dorf in der Landgemeinde Sicienko im Powiat Bydgoski in der Woiwodschaft Kujawien-Pommern, Polen.

## Lage
Der Ort liegt etwa 17 km westlich der Stadt Bydgoszcz.

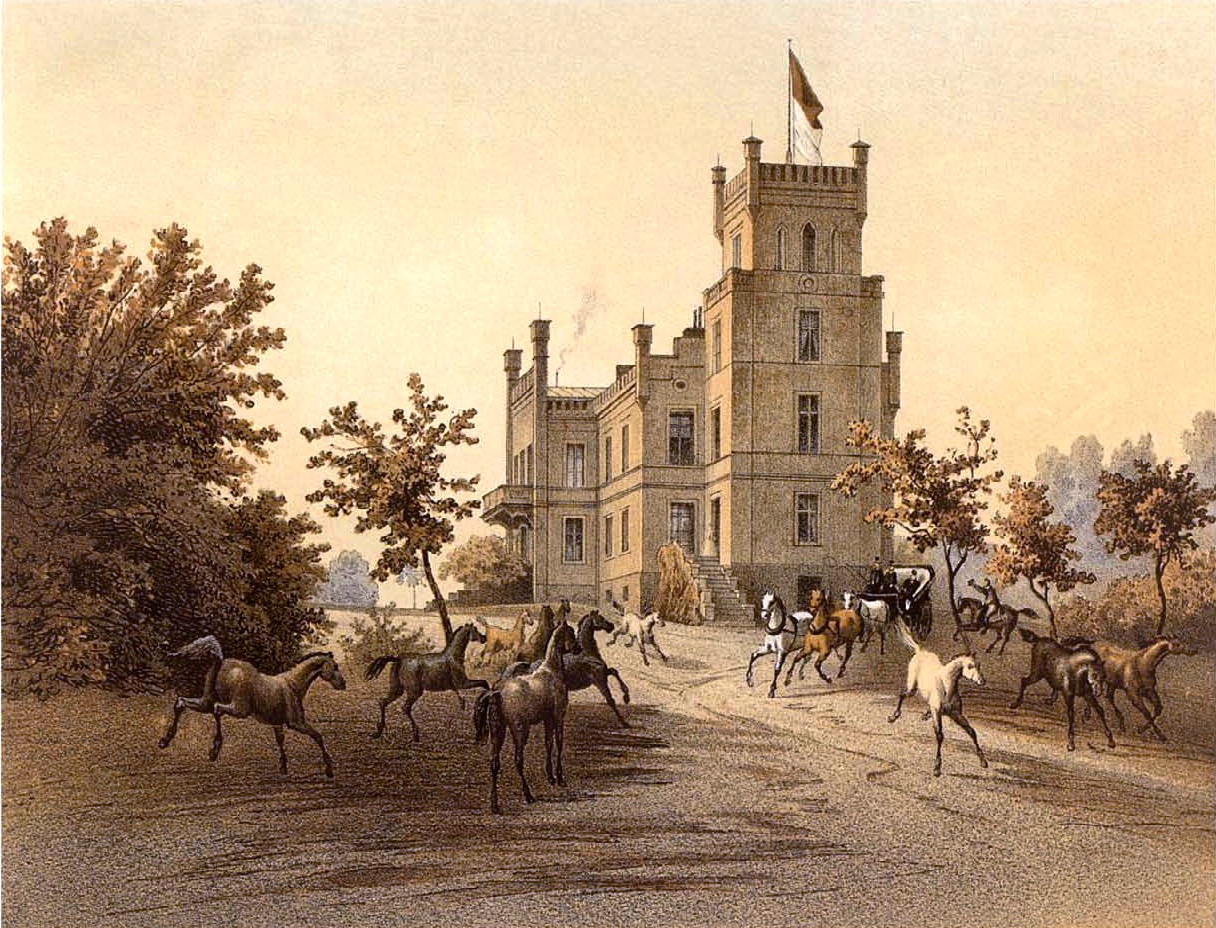
Rittergut Strzelewo

## Geschichte
Im Jahre 1229 wurde es von dem Scholaster aus Łęczyce an die Kirche in Gniezno übergeben. Mitte des 15. Jh. gehörte das Gut den Familien Ślesiński und Radzicki. Im Jahre 1489 gehörte es der Familie Strzelewski, Ende des 16. Jahrhunderts den Adligen Piotr Gądkowski und Prokop Samostrzelski, danach der Familie Bniński, die hier 1868 ein Herrenhaus baute. Im Jahre 1884 wurde es vom Grafen Konstantyn Bniński für 1.120.000 Reichsmark an den Grafen Tadeusz Morstin verkauft.